# Une femme à sa fenêtre (roman)
Une femme à sa fenêtre est un roman de Pierre Drieu la Rochelle, paru en 1929, réédité  par la suite aux éditions Gallimard en 1996.

## Genèse
Le texte paraît d'abord dans l'hebdomadaire La Voix (qui se qualifiait de journal de gauche, économique, politique et sociale).

## Analyse
Considéré comme le deuxième roman le plus réussi de Drieu. chronologiquement avant Le Feu follet et avant Gilles, le texte illustre les tendances d'un l'auteur qui n'a cessé d'osciller entre la révolte, l'ordre, la gauche, la droite sans être certain d'autre chose que de la nécessité d'un ordre nouveau européen dont il espère le salut après la fondation de la Société des Nations qui rendrait la guerre impossible.
Roman d'amour entre une aristocrate et un communiste en fuite, ce texte témoigne du désir de Drieu de se sacrifier pour une cause tout comme Boutros, son personnage qui constate : « Il y a encore en moi beaucoup de vanité et beaucoup d’égoïsme. » Cette nécessité de sacrifier le moi pour une cause, Drieu ne cesse de la formuler. Mais il est déçu par son héros : « Mes héros devaient s'aimer sincèrement, fortement. Mes vieilles idées méfiantes étaient donc anéanties. Hélas non, en serrant de plus près mon héros, je m'aperçus que ce n'était qu'un bourgeois déguisé. C'était un communiste dans une certaine mesure (…) c'est-à-dire vraiment peu. En tout cas ce n'était pas un ouvrier. C'est pour cela que la marquise pouvait aimer ce Boutros,. »
Ce texte donne une idée assez claire de la position de Drieu dans la vie : à la fois exigeant et flottant, comme le remarque André Breton lorsqu'il lui dédicace son livre Clair de terre: « À Pierre Drieu La Rochelle. Mais où est Pierre Drieu La Rochelle ? ».
Le roman, tombé dans l'oubli, a connu un regain d'intérêt avec l'adaptation cinématographique de Pierre Granier-Deferre en 1976.

## Adaptations cinématographiques
- Une femme à sa fenêtre, 1976, de Pierre Granier-Deferre avec Romy Schneider et Philippe Noiret, sur un scénario de Jorge Semprún et Pierre Granier-Deferre